# Patricia Marcos, la disparue
Patricia Marcos, la disparue (Desaparecida, « Disparue ») est un feuilleton télévisé espagnol réalisé par Ramón Campos, produit par Grupo Ganga et diffusé par La 1, première chaîne de Televisión Española. Il est constitué d'une unique saison de treize épisodes, diffusée du 3 octobre 2007 au 30 janvier 2008. Inédit en France, ce feuilleton a inspiré France 2 pour son feuilleton Disparue diffusé au printemps 2015.
En Argentine, le feuilleton a été diffusé sous le titre Bruno Sierra, el rostro de ley. Il a été diffusé par Canal 7 et a été l'un des programmes les plus suivis de la chaîne .
Lors de la diffusion du dernier épisode, il a été annoncé la production d'une série dérivée intitulée UCO et interprétée par deux des principaux personnages du feuilleton, le lieutenant Sierra (Miguel Ángel Solá) et le sergent Laura Andrún (Esther Ortega) .
Cinq ans et demi après, La 1 a repris le feuilleton pour son créneau de l'après-midi , commençant son émission le lundi 1er avril 2013 avec un épisode quotidien du lundi au vendredi à partir de 16 h 30, occupant ainsi le vide laissé par la déprogrammation de Los misterios de Laura. Cette diffusion a obtenu une audience moyenne de 7 à 8 % avec quelque 900 000 téléspectateurs. Le dernier épisode, diffusé le 22 avril 2013, a réuni 1 003 000 téléspectateurs avec une part de 8,2 %. Cette place a ensuite été occupée par la série UCO, le spin-off de Desaparecida, qui a été annulée en 2009 faute d'audience suffisante, après onze épisodes.

## Synopsis
Patricia Marcos est une jeune fille qui vit avec sa famille dans un village fictif situé en banlieue madrilène, Blancaró. La nuit où elle fête ses 18 ans, Patricia a décidé de sortir avec sa cousine, Cris, et d'aller aux festivités du village voisin. Après avoir marchandé avec sa mère, Lola, l'heure du retour à la maison, Patricia finit par obtenir l'autorisation de son père pour retarder l'heure du retour. Cependant, la jeune fille ne reviendra jamais à la maison, ce qui va mobiliser sa famille et la gendarmerie dans sa recherche en qualité de personne portée disparue. Au fur et à mesure que l'enquête avance, on découvrira des détails secrets sur Patricia et son entourage.

## Distribution

### Personnages principaux
- Patricia Marcos (interprétée par Beatriz Ayuso). C'est la fille d'Alfredo et de Lola, la cadette des trois enfants. Elle a des relations tendues avec sa mère, à rebours des relations qu'elle a avec son père. Elle sort avec un camarade de classe, Rubén, bien que ses parents ignorent cette relation. Patricia disparaît le jour de ses 18 ans.
- Alfredo Marcos (Carlos Hipólito). C'est le père de Patricia, il est marié à Lola. Il dirige un restaurant avec son frère Gerardo.
- Lola Álvarez (Luisa Martín). Elle est mariée à Alfredo, avec qui elle a eu trois enfants. Ses relations avec la cadette, Patricia, sont tendues à cause des désirs de liberté de cette dernière.
- Diego Marcos (Francesc Tormos). Fils d'Alfredo et de Lola, grand frère de Patricia et de Sonia. C'est un jeune rebelle, impulsif et indépendant.
- Sonia Marcos (Bárbara Meier). Elle a 7 ans et c'est la benjamine des enfants d'Alfredo et de Lola. Elle partage la même chambre que sa sœur Patricia.
- Cristina Marcos  (Marina Salas). C'est la cousine de Patricia, mais également sa meilleure amie et sa confidente. Fille de Gerardo Marcos, sa mère est morte alors qu'elle était très petite.
- Gerardo Marcos (Carlos Kaniowsky). L'oncle de Patricia, c'est le grand frère d'Alfredo, avec qui il dirige un bar. Sa femme est morte dix ans plus tôt, après une longue maladie. Depuis, il élève seul sa fille Cristina.
- Rubén Atienza (Santi Marín). Camarade de classe de Patricia, avec qui il a eu une relation peu de temps avant sa disparition. Cette relation le désignera rapidement comme l'un des principaux suspects.
- Lieutenant Sierra  (Miguel Ángel Solá). Il appartient à l'Unité centrale opérationnelle (UCO) de la gendarmerie et a une longue carrière professionnelle. Il sera l'enquêteur principal sur la disparition de Patricia. Il est séparé de sa femme, Susana, avec qui il a deux filles : Blanca, 12 ans, et Milagros, 16 ans [4].
- Sergent Laura Andrún (Esther Ortega). Sergent de l'Unité centrale opérationnelle (UCO) de la gendarmerie et compagne de Sierra depuis plusieurs années.

### Personnages secondaires
- Ricardo (Richi) (Alejandro Cano)
- Chete (Julio Cabañas)
- Carla Tuñón  (María Ballesteros)
- César Román (Héctor Claramunt)
- Rosa  (Luisa Martínez)
- Blanca Sierra (Esmeralda Moya)

## Épisodes
1. Día 1 (Premier jour), 95 minutes
2. Día 4 (Quatrième jour), 65 minutes
3. Día 11 (Onzième jour), 62 minutes
4. Día 13 (Treizième jour), 58 minutes
5. Día 14 (Quatorzième jour), 67 minutes
6. Día 16 (Seizième jour), 63 minutes
7. Día 17 (Dix-septième jour), 59 minutes
8. Día 19 (Dix-neuvième jour), 62 minutes
9. Día 22 (Vingt-deuxième jour), 69 minutes
10. Día 23 (Vingt-troisième jour), 66 minutes
11. Día 24 (Vingt-quatrième jour), 87 minutes
12. Las Claves (Les clefs) également titré Una clase de Guardia civil (un cours de gendarmerie), 78 minutes
13. El Último Día (Le dernier jour), 82 minutes

## Crédits
- Réalisation : Carlos Sedes, Manuel Palacios, Jorge Sánchez Cabezudo et José María Caro
- Scénario : Ramón Campos, Gema R. Neira, Eligio R. Montero, Allan Baker, Álvaro González-Aller, Deborah Rope, Luis Marías et Laura León.
- Édition des scénarios : Ramón Campos et Laura León
- Production : Miguel Ángel Bernardeau et Ramón Campos
- Direction de la photographie : Jacobo Martínez et Miguel Amoedo
- Direction artistique : Gonzalo Gonzalo et Roberto Carvajal
- Direction de la production : Miriam Shuto
- Montage : José Ares, Joaquín Roca, Esperanza San Esteban et Nino Martínez Sosa
- Musique originale : Nani García

## Récompenses
- XVIIe édition des Prix de l'Union des acteurs
  - Luisa Martín, prix de la Meilleure actrice d'un personnage de télévision
  - Carlos Hipólito et Miguel Ángel Solá, prix ex aequo du Meilleur acteur d'un personnage de télévision
  - Carlos Kaniowsky nommé pour le prix du Meilleur acteur secondaire de télévision
  - Luisa Martínez nommée pour le prix de la Meilleure actrice de distribution de télévision
  - Jacobo Dicenta nommé pour le prix du Meilleur acteur de distribution de télévision
- Meilleure actrice de télévision au Festival de cine y televisión de Islantilla : Luisa Martín
- Mention d'honneur 2008 de la fondation Guardia civil[5]
- Seoul Drama Awards [6]
  - Grand Seoul Drama Award (meilleur programme toutes catégories)
  - Meilleure réalisation de mini-séries
- Festival international de New York [7]
  - Médaille d'argent dans la catégorie mini-séries
  - Médaille de bronze dans la catégorie des meilleurs acteurs (Miguel Ángel Solá et Luisa Martín)